# 王子町
王子町（おうじまち）は、かつて東京府北豊島郡に存在した町の一つ。1908年（明治41年）の町制施行によって誕生した。現在の東京都北区中部に当たる地域。
1889年（明治22年）の市制町村制によって誕生した、前身である王子村（おうじむら）についても合わせて記述する。それ以前の武蔵国豊島郡王子村についても本項で述べる。

## 地理
現在の地名では王子、王子本町、上十条、岸町、十条台、十条仲原、豊島、中十条、東十条、堀船に相当する。
西部は武蔵野台地の高台であり、東部は荒川の氾濫原である。
- 河川：荒川、石神井川（石神井用水）、谷端川、王子川、音無川

## 歴史
- 1932年（昭和7年）以降については王子区を参照。

王子村は荒川の岸にあることから古くは「岸村」といい、熊野権現の御子神である若一王子社（後の王子権現、現・王子神社）が勧請されたことにより王子村と改められた。伝承によれば平安時代末期、源頼朝が奥州合戦の際に若一王子社へ甲冑を納めたとされ、『義経記』によれば源義経が王子板橋に陣を張ったとある。また、鎌倉時代後期の1322年（元亨2年）にこの付近を支配していた豊島氏（豊島清元とするものもあるが時代が合わない）が勧請したともされる。いずれにせよこの付近の地名は王子、十条、飛鳥山、音無川など紀伊国熊野に由来するものが多い。
十条村はもとは王子村のうちで、王子神社が勧請された際に名づけられたともされる。江戸時代に十条村上組・下組となり、明治に入り上十条村・下十条村となった。豊島村は続日本紀に「武蔵国豊島駅」とあるのがこれとされる。その名のとおりかつては豊島郡の中心地であったと考えられている。堀之内村は「梶原堀之内村」とも呼ばれていたが、は古くは単に「堀之内村」といった。梶原景時の葬られた塚が作られて以降、この名がついたという。ただしこれは信憑性は低く、正しくは梶原政景の塚などとする説がある。いずれの地も江戸時代には岩淵領に属した。
1889年（明治22年）、王子村、豊島村、上十条村、下十条村、堀之内村および船方村の西半分が合併され王子村となった。東京府案では王子村、豊島村、船方村を本郷区に編入しようとしていたが、内務省に却下された。北豊島郡案では王子村、豊島村、下十条村、堀之内村に滝野川村の東半分を合わせ「王子村」としようとし、滝野川村戸長の了承も得ており、上十条村は「赤羽村」（岩淵町）に加えようとしていたが、こちらも却下された。

### 年表
- 1868年8月7日（慶応4年旧暦6月19日）：王子村、豊島村、上十条村、下十条村は武蔵知県事山田政則管轄区域となる。
- 1869年
  - 2月20日（明治2年旧暦1月10日）：山田政則を罷免し、宮原忠英を武蔵知県事に任命。
  - 3月10日（明治2年旧暦1月28日）：武蔵知県事宮原忠英の管轄区域をもって大宮県が設置。県庁は東京府馬喰町に置かれる。
  - 11月2日（明治2年旧暦9月29日）：県庁が浦和に置かれ浦和県に改称。
- 1870年
  - 1月16日（明治2年旧暦12月15日）：浦和県が下板橋宿に出張所を設置。
  - 4月21日（明治3年旧暦3月21日）：下板橋宿組合、上板橋宿組合が合併され、板橋宿組合となる。
- 1871年
  - 4月24日（明治4年旧暦3月5日）：岩淵宿組合が廃止され、板橋宿組合に編入される。
  - 5月22日（明治4年旧暦4月4日）：戸籍法公布。翌年旧暦2月試行。
  - 8月26日（明治4年旧暦7月11日）：戸籍法に従い、浦和県内に戸籍区が設置され、板橋宿組合は第三区となる。
  - 10月12日（明治4年旧暦8月28日）：戸籍区が分割され、王子村、豊島村、上十条村、下十条村は神谷村と共に第三区六小区となる。
  - 12月28日（明治4年旧暦11月17日）：浦和県が岩槻県および忍県と合併して埼玉県となり、豊島郡29村は東京府に編入され板橋口となる。当区域は板橋口第三区六小区となる。
- 1872年
  - 1月8日（明治4年旧暦11月28日）：東京府は大区小区制により旧・府内を六大区に区分する。
  - 2月21日（明治5年旧暦1月13日）：板橋口が第四大区の管轄となり、王子村、豊島村、上十条村、下十条村は岩淵本宿町、稲付村、赤羽村、袋村、下村、神谷村と共に第四大区十三小区（区屯所は巣鴨町旧保坂家）に編入される。
  - 明治5年旧暦3月：旧・板橋口29村が形式上は第四大区十七小区に区分されるが、実質的には前述の管理のままであった。
- 1873年（明治6年）3月：東京府は府内全域を十一大区に再編する区画改正を行い、王子村、豊島村、上十条村、下十条村は岩淵本宿町、稲付村、赤羽村、袋村、下村、神谷村、小豆沢村、本蓮沼村、八官新田と共に第九大区六小区（区事務取扱所は上十条村、戸長は岩淵本宿町名主小田切重路）となる。
- 1878年（明治11年）11月：大区小区制が廃され、郡区町村編制法により北豊島郡（郡役所は下板橋宿）が設置される。
  - その後、連合戸長役場が設置され、明治18年度の記録によれば、王子村外二ヶ村連合（王子村上尾久村下尾久村連合。連合戸長役場は王子村）、豊島村外二ヶ村連合（豊島村堀之内村船方村連合。連合戸長役場は豊島村）、稲付村外二ヶ村連合（稲付村上十条村下十条村連合。連合戸長役場は稲付村）となっていた。
- 1889年（明治22年）5月1日：市制町村制により、王子村、豊島村、上十条村の全域、下十条村の大部分、飛地を除く堀之内村および船方村の西半分と滝野川村の一部が合併され王子村となる（滝野川村の大部分と下十条村の一部は新制滝野川村に、船方村の東半分は尾久村、堀之内村の飛地は巣鴨村へそれぞれ合併）。
- 1909年（明治41年）8月8日：町制に移行し、王子町となる。
- 1926年（大正15年）6月30日：郡制廃止により北豊島郡役所が廃止され、東京府直轄となる。
- 1932年（昭和7年）10月1日：東京市編入により、王子町は岩淵町とともに王子区となる。

### 人口
- 1920年　 38,368
- 1925年　 60,086
- 1930年　 89,009

## 行政

### 施設
- 王子町役場
  - もともとの王子村役場は大字王子2887番地にあったが、大正4年4月に新設し移転。

## 経済

### 産業
- 主な産業：王子製紙をはじめ郡内随一の工業地帯。印刷局抄紙部、陸軍銃砲所などあり。

## 地域

### 地名
- 大字 王子
  - 字 山ノ下、鎗溝、川間、石畑、柳田、森下、桜島、一ノ坪、五反田、岸、岸ノ上、亀山、前原、北宿、大門、宿
- 大字 豊島
  - 字 砂田、勢至前、西、馬場、中豊島、須賀、宮ノ前、原、下道、領家、築地、飛地
- 大字 堀之内
  - 字 向畑、坂田、長足、宮下、梶原、女体、腰巻、田中、上道、砂田、高堤、宮田、沖ノ島、郷戸、辻前
- 大字 船方
  - 字 川間、内田、前田、向端
- 大字 上十条
  - 字 筏、下リ松、道女喜、割子沢、元抱地、仲原、大塚
- 大字 下十条
  - 字 江頭、鷺田、宮田、桜田、根岸、大道、仲道、久保、高木

### 教育
- 王子町立王子尋常高等小学校（旧・王子尋常小学校、現・北区立王子小学校）
- 王子町立王子農業補習小学校（王子尋常高等小学校に併設）

## 交通

### 鉄軌道路線
- 日本鉄道→国鉄
  - 東北本線
    - 王子駅

  - 山手線
    - 十条駅
- 王子電気軌道
  - 赤羽支線

※ これらの他、東武西板線が神谷地区を経由する構想があった。

### 道路
- 仮定県道岩槻街道
- 東京府費支弁道王子板橋間道（王子新道）
- 東京府費支弁道亀山道
- 東京府費支弁道王子道
- 東京府費支弁道豊島道
- 東京府費支弁道草加間道
- 東京府費支弁道鎌倉街道（鎌倉往還）
- 東京府費支弁道板橋東道
- 東京府費支弁道金杉道
- 東京府費支弁道岩槻間道
- 東京府費支弁道鎗溝通

他に東京府費補助道11条、里道9条あり。